# Eugeniu-Botnari-Platz
Der Eugeniu-Botnari-Platz ist der Vorplatz des Bahnhofs Berlin-Lichtenberg. Er liegt an der Weitlingstraße im Norden des Berliner Ortsteils Rummelsburg (Bezirk Lichtenberg). Auf dem Platz befinden sich ein Gebäude des Deutschen Roten Kreuzes und Haltestellen mehrerer Buslinien. Benannt ist der Platz seit 2023 nach Eugeniu Botnari, der hier 2016 Opfer rechter Gewalt wurde.

## Benennung

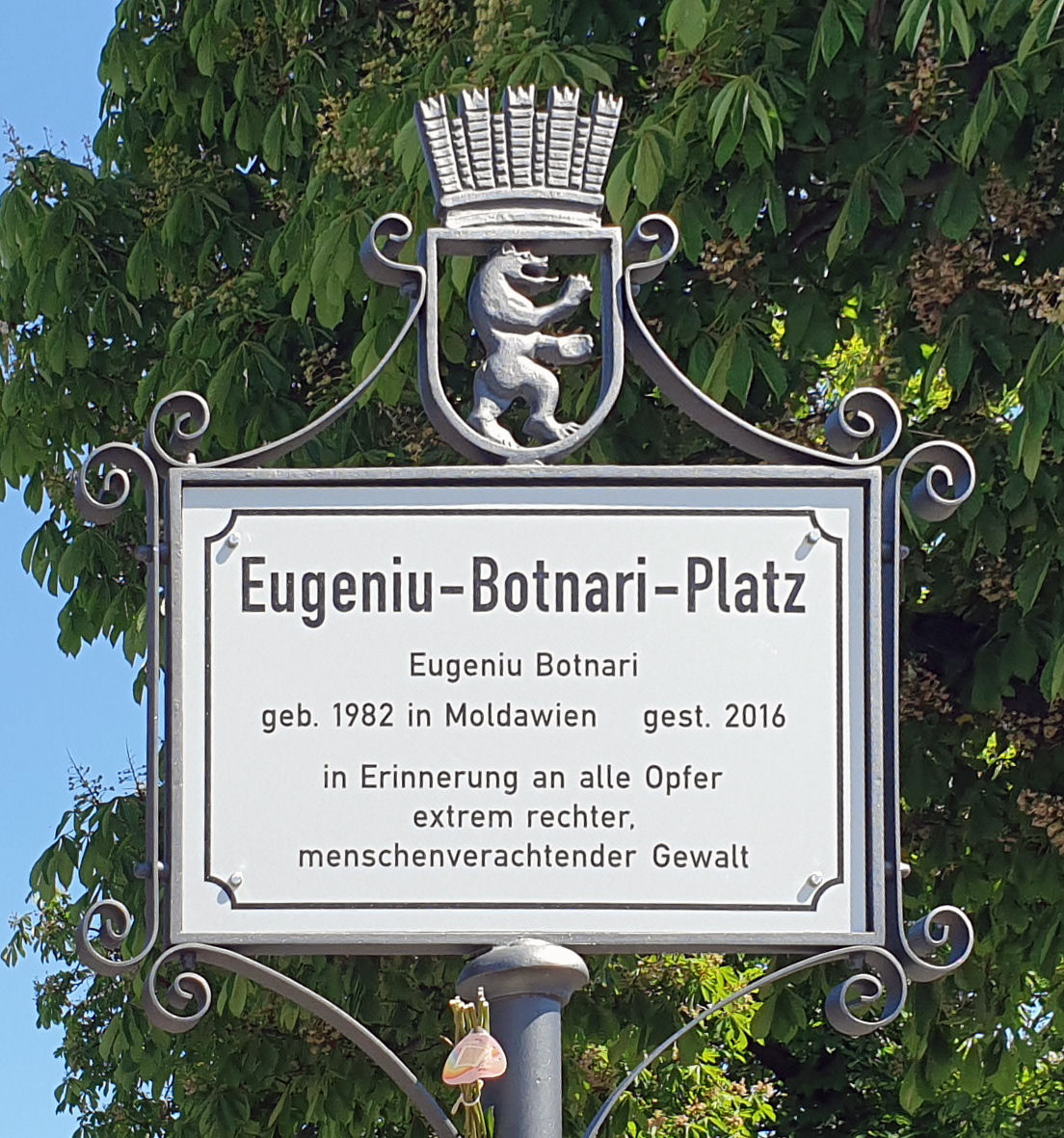
Gedenktafel am Eugeniu-Botnari-Platz in Berlin-Rummelsburg

Im April 2023 beschloss das Bezirksamt Lichtenberg, den bisher namenlosen Bahnhofsvorplatz nach Eugeniu Botnari zu benennen, einem moldauischen Obdachlosen, der hier vom Filialleiter eines Supermarktes am 17. September 2016 nach einem mutmaßlichen Ladendiebstahl so schwer misshandelt wurde, dass er wenige Tage darauf verstarb. Im Prozess gegen den Täter verwies der Vorsitzende Richter in seiner Urteilsbegründung auf die „Menschenverachtung, den Rassismus und Zynismus, die der Angeklagte bei der Tatausübung gezeigt habe“. Vorangegangen waren der Benennung eine Kampagne von Anwohnern und Engagierten sowie mehrere Anträge von Linkspartei und Bündnis 90/Die Grünen in der Bezirksverordnetenversammlung, die einen Gedenkort auf dem Bahnhofsvorplatz forderten.
Die Benennung sorgte medial für Aufsehen. Kurze Zeit nach Verkündung der Benennung im Amtsblatt für Berlin titelten B.Z., Bild, und Die Welt, der Bahnhofsvorplatz solle nach einem Ladendieb benannt werden. Andere Medien kritisierten diese Darstellung.

## Umgestaltung
Der Bahnhofsvorplatz wurde 2005 bis 2007 und 2011 bis 2012 im Rahmen des Stadtumbaus Ost umgebaut. Dabei wurden das Dach über Treppe und Rampe zur U-Bahn und ein langes Vordach entlang des Bahnhofsgebäudes angebracht. Unter diesem finden drei Kioske Platz. Den restlichen Platz unter dem Vordach nehmen Fahrradständer ein.
Eine weitere Umgestaltung des Platzes ist seit 2020 im Gespräch. Mit dem Beschluss der Benennung des Platzes wurde das Bezirksamt von der  Bezirksverordnetenversammlung noch einmal zu einer zügigen Umgestaltung gedrängt. Der Platz am Bahnhof Berlin-Lichtenberg soll unter Beteiligung von lokalen Gewerbetreibenden und Anwohnern gestaltet, der Anteil der Grünflächen erhöht werden. Berücksichtigung finden sollen auch die Obdachlosen, die dort häufig Zeit verbringen. Dazu sollen zusätzliche Unterstützungsangebote für Suchtkranke eingerichtet werden.
Am 18. Juli 2023 wurde an der Schallschutzwand des Bahnhofs in Kooperation mit der Deutschen Bahn, dem Bezirksamt, der Gedenkinitiative und lokalen Kunstschaffenden ein Wandbild zur Erinnerung an Eugeniu Botnari und andere Opfer von Rassismus und Rechtsextremismus enthüllt. Am 19. Mai 2025 wurde durch das Bezirksamt Lichtenberg eine Gedenktafel eingeweiht, die an die Tat und die Opfer alltäglicher rechter Gewalt erinnert.